# Forest Parks in Neuseeland
Die Forest Parks in Neuseeland sind für den Naturschutz ausgewiesene Wälder, die durch den Conservation Act 1987 (Naturschutzgesetz) geschützt sind und vom neuseeländischen Department of Conservation (DOC) betreut und überwacht werden.

## Definition
Im Jahr 2000 zählte Neuseeland insgesamt 20 Forest Parks, die früher vom New Zealand Forest Service verwaltet wurden. Sie umfassten eine Fläche von in etwa 1,8 Millionen Hektar Land. Da in den zurückliegenden Jahren einige der Forest Parks in Conservation Parks umgewidmet wurden, ist die Anzahl der Parks auf nunmehr fünfzehn geschrumpft.
Die Forest Parks wurden ausgewiesen, um bewaldete Gebirgsketten im Land unter Naturschutz stellen zu können. In ihnen ist die öffentliche Nutzung weniger eingeschränkt, als in den Nationalparks oder Reservaten. So ist das Wandern, Zelten, Angeln und Jagen von Wildtieren unter Auflagen erlaubt. Auch das Fahren mit Mountainbikes ist in einigen Parks auf ausgewiesenen Strecken erlaubt.

## Liste der Conservation Areas
| Name                                       | Gründung    | Größe km2 | Ansicht | Bemerkung |
| ------------------------------------------ | ----------- | --------- | ------- | --- |
| Coromandel Forest Park                     | 1970 (März) | 720,00    |         | Foto: auf dem Weg von Coroglen nach Tapu mit Blick nach Westen; im Hintergrund der Firth of Thames; Gründung und Größe des Parks |
| Pirongia Forest Park                       | 1971        | 135,00    |         | Foto: Ausschnitt eines Waldstückes im Pirongia Forest Park; Gründung und Größe des Parks                                         |
| Pureora Forest Park                        | 1978        | 780,00    |         | Foto: Bachlauf im Pureora Forest Park; Gründung und Größe des Parks                                                              |
| Kaimanawa Forest Park                      | 1969        | 773,48    |         | Gründung und Größe des Parks |
| Kaweka Forest Park                         | 1974        | 590,00    |         | Foto: The Tits (1418 m), südsüdwestlich des 1724 m hohen Kaweka; Gründung und Größe des Parks                                    |
| Ruahine Forest Park                        | 1976        | 930,56    |         | Foto: Blick vom Wanderweg an der Ostflanke des Gebirges; Gründung und Größe des Parks                                            |
| Tararua Forest Park                        | 1954        | 1165,35   |         | Foto: Waldweg zwischen Otaki Forks und Field Hut; Gründung und Größe des Parks                                                   |
| Remutaka Forest Park                       | 1972        | 220,00    |         | Foto: nördlicher Teil des Parks am Pakuratahi River; Gründung und Größe des Parks                                                |
| Aorangi Forest Park                        | 1978        | 194,02    |         | Foto:Putangirua Pinnacles im westlichen Teil des Parks; Gründung und Größe des Parks                                             |
| North-west Nelson Forest Park (ehemaliger) | 1970        | (316,65)  |         | ging 1996 in den Kahurangi National Park auf                                                                                     |
| Mount Richmond Forest Park                 | 1977 (März) | 1659,46   |         | Gründung und Größe des Parks |
| Victoria Forest Park                       |             | 2060,00   |         | |
| Lake Sumner Forest Park                    | 1974        | 1051,32   |         | Foto: Gabriel Hut; Gründung und Größe des Parks                                                                                  |
| Hanmer Forest Park                         | 1978        | 130,00    |         | Gründung und Größe des Parks |
| Craigieburn Forest Park                    | 1967        | 446,94    |         | Gründung und Größe des Parks |
| Summe:                                     |             | 10.856,13 |         | |

Quelle: Department of Conservation